# Бевърли Хилс, 90210
„Бевърли Хилс, 90210“ (на английски: Beverly Hills, 90210) е американски сериал (тийнейджърска драма), създаден от Дарън Стар и продуциран от Арън Спелинг. Сериалът се състои от 10 сезона и са излъчени по Fox на 4 октомври 1990 г. до 17 май 2000 г.

## „Бевърли Хилс, 90210“ В България
В България сериалът започва излъчване по Нова телевизия с български дублаж през 2004 г.

## Адаптации
В Турция по телевизия Fox през периода 27 октомври - 24 декември 2022 - ра всяка събота в 20:00 часа е излъчван сериала "Изхвърлен", от който са излъчени 9 епизода, чиито сценарии в основата си е заимстван от този на "Бевърли Хилс, 90210", като е преработен съгласно разликите в културно-обществено-политическите условия в Турция и САЩ. 